# Desenvolvimento orientado ao transporte coletivo

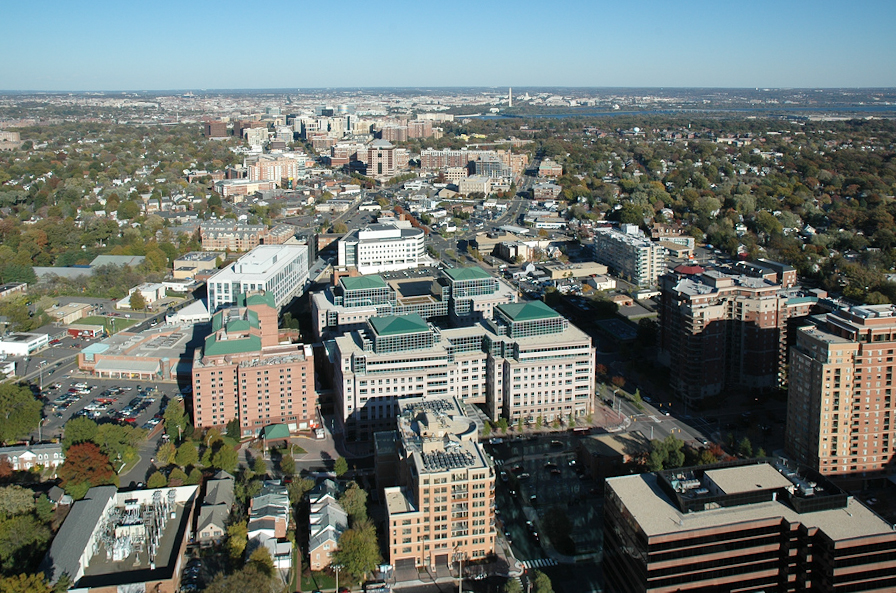
O governo local do Condado de Arlington, Virgínia, incentiva o desenvolvimento orientado ao transporte coletivo dentro em um raio de até 800m das estações de trânsito rápido do metrô de Washington do Condado, com desenvolvimento de uso misto, compartilhamento de bicicletas e facilidade de caminhada.

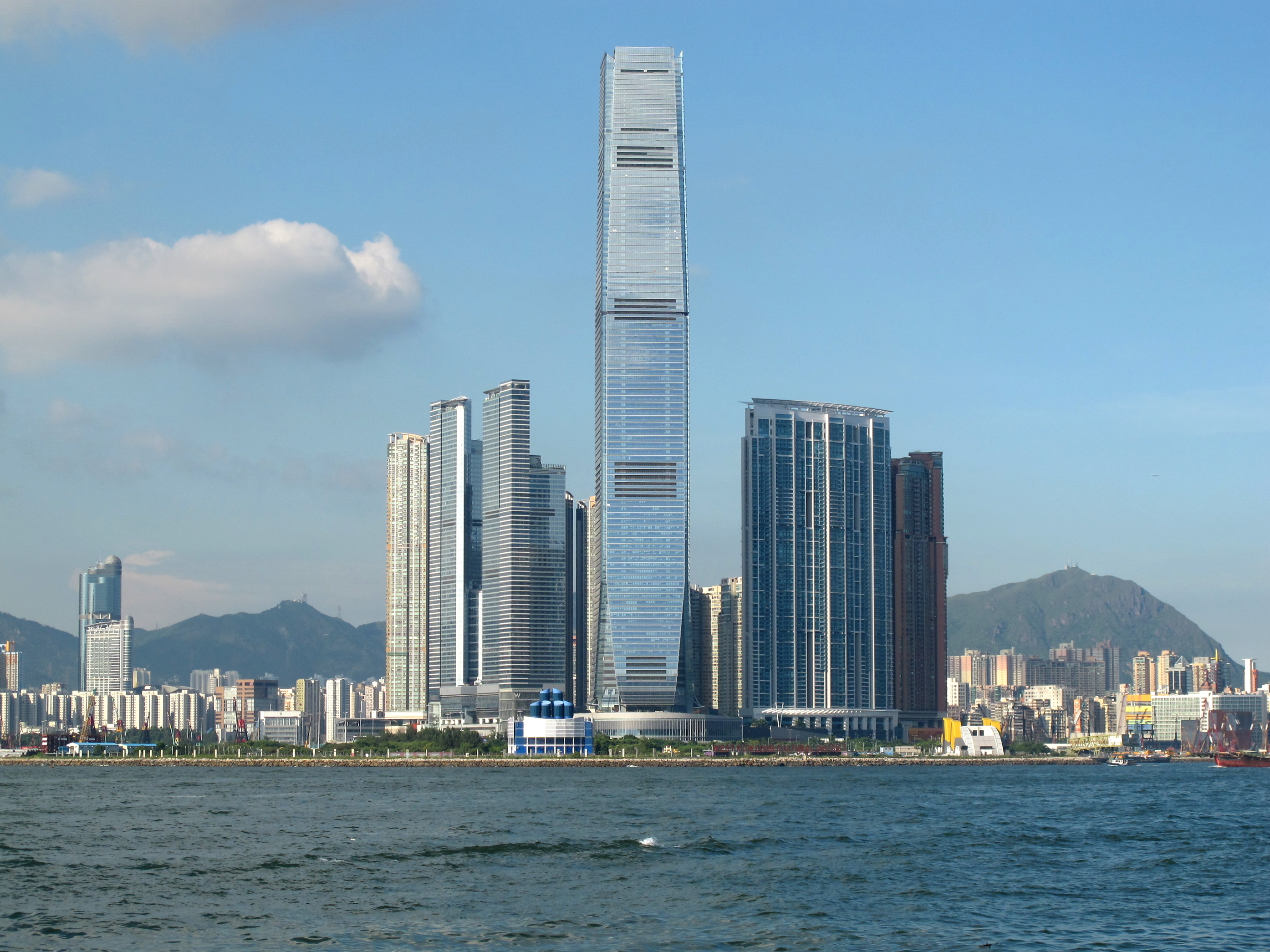
Union Square, um desenvolvimento orientado ao transporte coletivo centrado na estação Kowloon, Hong Kong

No planejamento urbano, o desenvolvimento orientado ao transporte coletivo (DOT, DOTS - sustentável, ou TOD, da sigla em inglês de transit-oriented development) é um tipo de desenvolvimento urbano que maximiza a quantidade de espaço residencial, comercial e de lazer a uma curta distância do transporte público. O DOT visa criar uma relação simbiótica entre a forma urbana densa e compacta e o uso do transporte público. Ao fazê-lo, o DOT visa aumentar o número de passageiros no transporte público, reduzindo o uso de carros particulares e promovendo o crescimento urbano sustentável.
O DOT normalmente se desenvolve a partir de uma parada de transporte público central (como uma estação de trem, VLT ou estação de ônibus) cercada por uma área de uso misto de alta densidade, com áreas de baixa densidade se espalhando a partir desse centro. O DOT também é normalmente projetado para ser mais caminhável do que outras áreas construídas, usando tamanhos de blocos menores e reduzindo a área construída dedicada aos automóveis.
As áreas mais densas de DOT estão normalmente localizadas em um raio que tem entre 400 e 800 metros ao redor da estação de transporte, pois esta é considerada uma escala adequada para pedestres, resolvendo assim o problema da última milha.

## Descrição

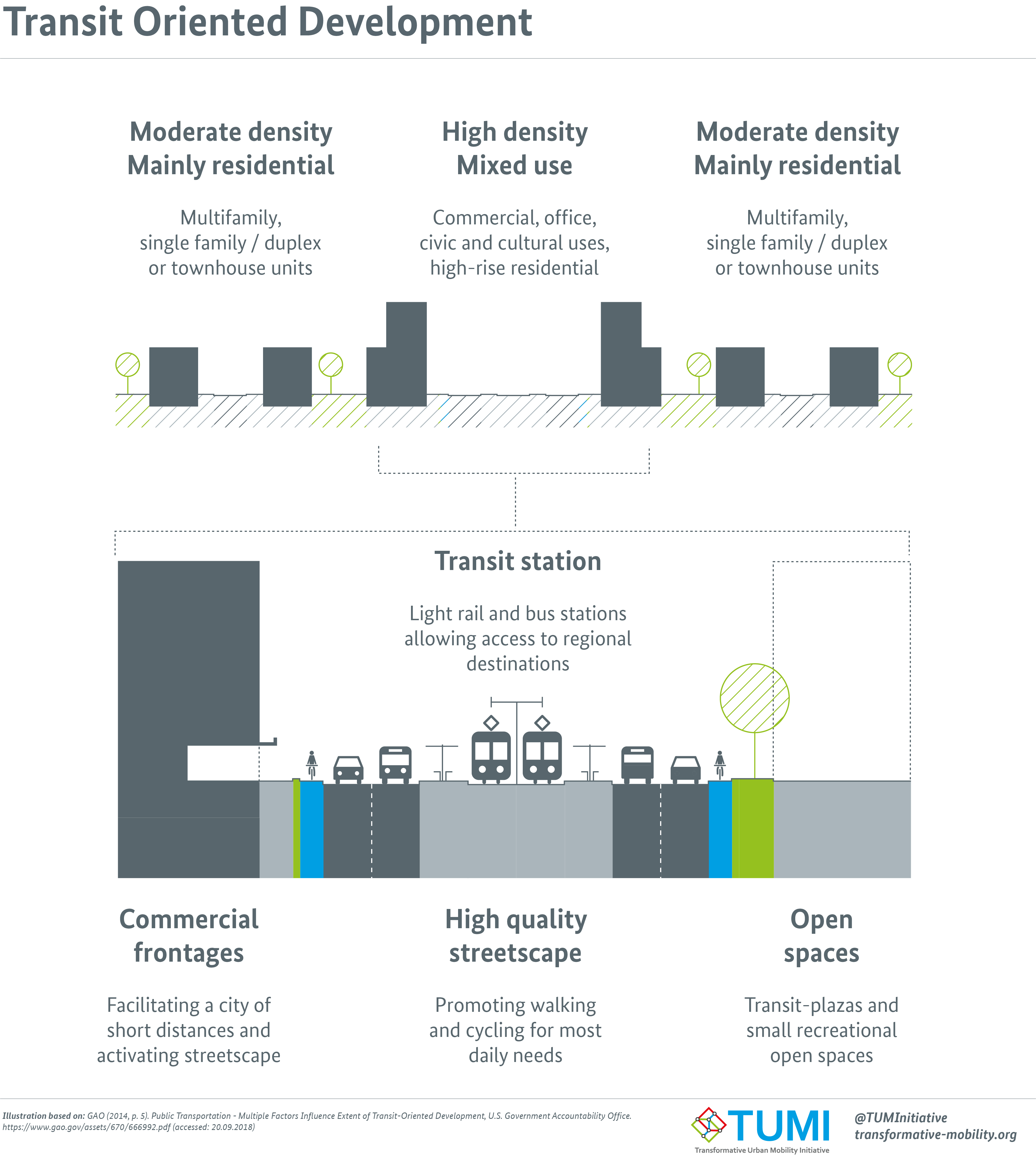
Desenvolvimento orientado ao transporte coletivo

Muitas das novas cidades criadas após a Segunda Guerra Mundial no Japão, Suécia e França têm muitas das características das comunidades DOT. De certa forma, quase todas as comunidades construídas em terras recuperadas na Holanda ou como desenvolvimentos urbanos na Dinamarca tiveram o equivalente local dos princípios DOT integrados em seu planejamento, incluindo a promoção de bicicletas para uso local.
Nos Estados Unidos, um círculo de 800 metros de raio é comumente usado como padrão para delimitar áreas de captação de transporte na adoção de DOT. Esta corresponde à distância aproximada que alguém pode caminhar em 10 minutos, e é uma estimativa comum para a distância que as pessoas se dispõem a andar para chegar a uma estação de transporte. O círculo com esse raio tem pouco mais de 2km2 de área. É importante diferenciar distância cartesiana da distância de caminhada, uma vez que o desenho urbano (tamanho de quarteirões, desenho viário, etc) pode ter grande impacto na caminhabilidade de uma área urbana.
O desenvolvimento orientado ao transporte coletivo às vezes é distinguido, por profissionais de planejamento, de um mero "desenvolvimento próximo a estações de trânsito" (veja, por exemplo, comentários feitos durante uma audiência no Congresso americano), pois contém recursos específicos projetados para incentivar o uso do transporte público e distanciar o DOT da lógica de espalhamento urbano (urban sprawl, em inglês). Como exemplos dessa lógica temos o desenvolvimento de uso misto que fará uso do transporte público em todos os momentos do dia; boa infraestrutura para pedestres, como travessias de pedestres de alta qualidade, ruas estreitas e diminuição da densidade dos edifícios à medida que se tornam mais distantes do nó de transporte público. Outra característica fundamental do desenvolvimento orientado ao transporte público que o diferencia do "desenvolvimento próximo a estações de trânsito" é a redução da quantidade de estacionamento para veículos pessoais.
Dentre os benefícios proporcionados pelo DOT, são citados:
- Fácil acesso ao trânsito, facilitando a locomoção sem carro;
- Densindade de multiplos usos na mesma região, uma vez que DOT é feito para otimizar o uso de transporte público, o que permite acesso facilitado a comércios e serviços locais;
- Pelo mesmo motivo, otimização do acesso a empregos e serviços na cidade;
- Aumento do uso de transporte público, em função da maior densidade habitacional próxima às estações, e com isso diminuição das emissões de gases de efeito estufa causadas pelos carros particulares.[13]

Os opositores do desenvolvimento compacto, ou orientado para o transporte coletivo, normalmente argumentam que as pessoas preferem viver em baixa densidade e que quaisquer políticas que encorajem o desenvolvimento compacto resultarão em reduções substanciais de utilidade e, portanto, em grandes custos de bem-estar social. Os proponentes do desenvolvimento compacto argumentam que há grandes benefícios do desenvolvimento compacto muitas vezes não medidos ou que a preferência pela vida de baixa densidade é uma interpretação errônea possibilitada em parte pela interferência substancial dos governos locais no mercado de terras.

## DOT nas cidades
Muitas cidades em todo o mundo estão desenvolvendo políticas de DOT. Toronto, Portland, Montreal, São Francisco e Vancouver, entre muitas outras cidades, desenvolveram e continuam a escrever políticas e planos estratégicos, que visam reduzir a dependência do automóvel e aumentar o uso do transporte público.

### América latina

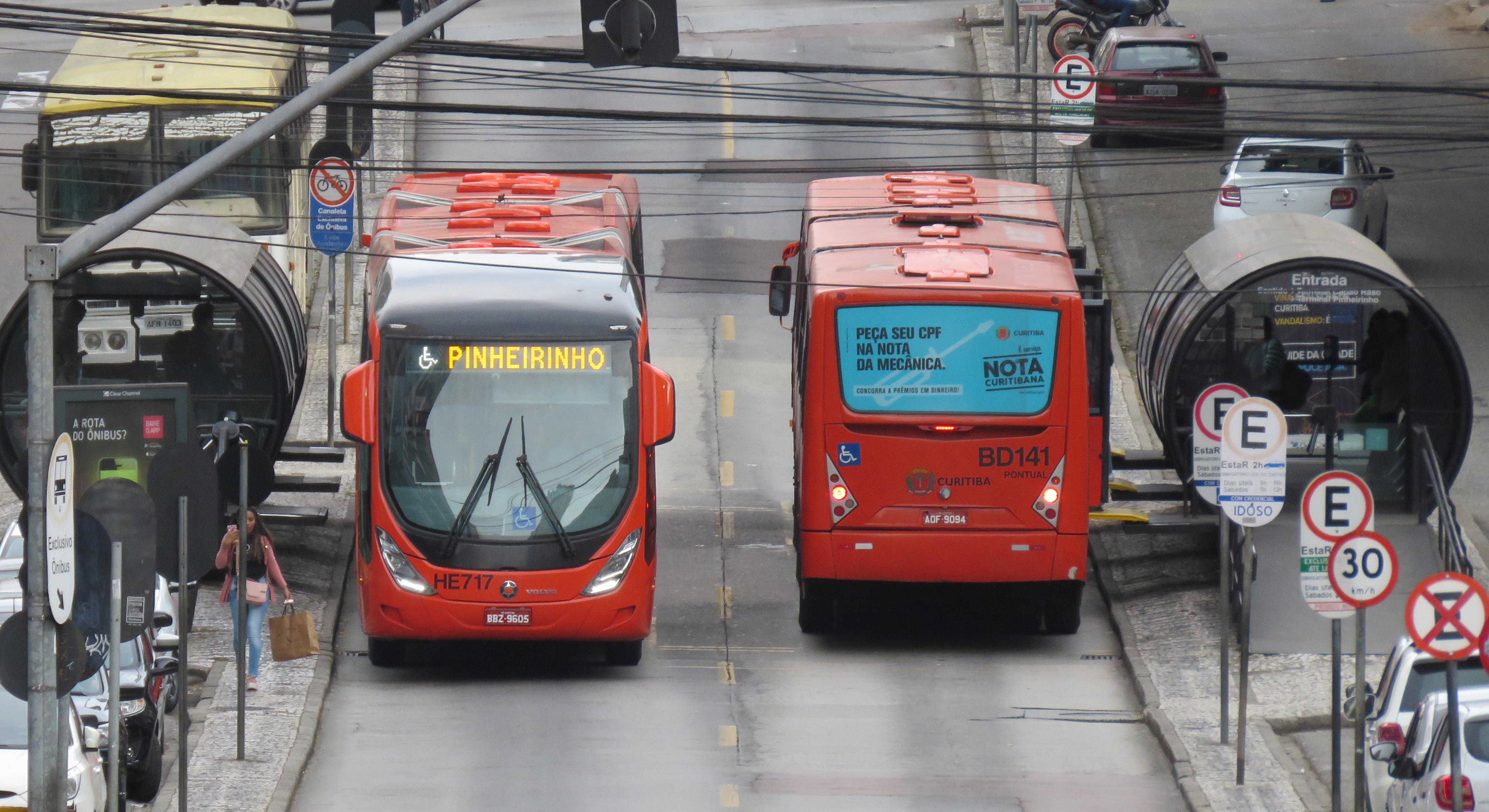
Exemplo da RIT de Curitiba, primeiro exemplo de BRT, na Praça do Japão

#### Belo Horizonte, Brasil
O novo Plano Diretor de Belo Horizonte, aprovado em 2019, utiliza o DOT ao delimitar áreas nos entornos das estações de transporte coletivo e corredores de trânsito com altos potenciais construtivos. O potencial é vendido por meio de outorga onerosa do direito de construir, e a arrecadação é reinvestida no aprimoramento da infraestrutura de transporte.

#### Curitiba, Brasil
Um dos primeiros e mais bem sucedidos exemplos de DOT é Curitiba, Brasil. Curitiba foi organizada ao longo de corredores de transporte muito cedo em sua história. Ao longo dos anos, integrou suas leis de zoneamento e planejamento de transporte coletivo para colocar empreendimentos de alta densidade adjacentes a sistemas de transporte de alta capacidade, particularmente seus corredores de BRT. Desde o fracasso de seu primeiro plano de cidade bastante grandioso por falta de financiamento, Curitiba tem focado em trabalhar com formas econômicas de infraestrutura, por isso organizou adaptações únicas, como rotas de ônibus (infraestrutura barata) com sistemas de roteirização, acesso e velocidades limitados semelhantes aos sistemas de metrô. A fonte de inovação em Curitiba tem sido uma forma única de planejamento urbano participativo que enfatiza a educação pública, a discussão e o acordo.

#### Cidade da Guatemala, Guatemala
Em uma tentativa de controlar o rápido crescimento da Cidade da Guatemala, o prefeito de longa data da Cidade da Guatemala, Álvaro Arzú, implementou um plano para controlar o crescimento baseado em transectos ao longo de importantes vias arteriais e exibindo características de desenvolvimento orientado ao transporte coletivo (DOT). Este plano adotado POT (Plan de Ordenamiento Territorial) visa permitir a construção de estruturas de edifícios mais altos e de uso misto junto às grandes vias arteriais; os edifícios diminuiriam gradualmente em altura e densidade à medida que se afastassem das vias arteriais. Isso está sendo implementado simultaneamente junto com um sistema de trânsito rápido de ônibus (BRT) chamado Transmetro.

#### Cidade do México, México
A Cidade do México luta contra a poluição há anos. Muitas tentativas foram feitas para orientar os cidadãos para o transporte público. A expansão da linha de metrô, tanto de metrô quanto de ônibus, foi fundamental. Seguindo o exemplo de Curtiba, muitas linhas de ônibus foram criadas em muitas das ruas mais importantes da Cidade do México. A linha de ônibus tirou duas faixas de carros para serem usadas apenas pela linha de ônibus, aumentando o fluxo para o trânsito de ônibus.
A cidade também fez grandes tentativas de aumentar o número de ciclovias, incluindo o fechamento de estradas inteiras em determinados dias para serem usadas apenas por motociclistas.
Os regulamentos de carro também aumentaram na cidade. Novos regulamentos impedem que carros antigos circulem na cidade, outros carros circulem em determinados dias. Os carros elétricos podem circular todos os dias e têm estacionamento gratuito. A diminuição do espaço público destinado aos carros e o aumento das regulamentações tornaram-se um grande incômodo entre os usuários diários de carros. A cidade espera levar as pessoas a usar mais o transporte público.

### América do Norte

#### Canadá

##### Calgary, Alberta
O Transit Oriented Development (DOT) de Calgary tem evoluído amplamente em torno das estações ao longo do sistema de Veículo Leve sobre Trilhos (VLT) de Calgary, também conhecido como rede CTrain. Embora o sistema CTrain de Calgary exista desde 1981, a atividade DOT é bastante recente, com grande parte do desenvolvimento ocorrendo desde 2010. A maior parte do desenvolvimento orientado ao transporte coletivo ocorreu ao longo da Linha Vermelha do sistema LRT, especialmente em torno das estações da perna noroeste, com áreas em torno das estações em Brentwood, Dalhousie e Banff Trail tendo visto o maior desenvolvimento. A estação de Brentwood, por exemplo, com empreendimentos multi-edifícios como University City, viu quase 900 unidades residenciais construídas nos últimos oito anos dentro do raio de 600m da estação de Brentwood, bem como empreendimentos propostos que estão no trabalho. Na perna sul da Linha Vermelha, a enorme proposta da Estação Midtown é uma reversão das construções anteriores do DOT, onde o desenvolvimento é construído em torno das estações existentes. No caso da Estação Midtown, a proposta é ao longo da linha CTrain, mas inclui a construção de uma nova estação exclusivamente para atender o empreendimento.
Para a cidade de Calgary, os TODs são um processo contínuo, mas a cidade publicou diretrizes de políticas e estratégias de implementação para o desenvolvimento orientado ao transporte coletivo.

##### Edmonton, Alberta
A maioria dos arranha-céus suburbanos não ficava ao longo das principais linhas ferroviárias como outras cidades até recentemente, quando houve incentivo para fazê-lo. Century Park é uma comunidade de condomínio em crescimento no sul de Edmonton, no extremo sul do VLT de Edmonton. Incluirá condomínios de baixo a alto, serviços recreativos, lojas, restaurantes e um centro de fitness. Edmonton também teve um desenvolvimento próximo ao trânsito por algum tempo nos subúrbios do nordeste de Clareview, que inclui um grande parque e passeio, e apartamentos baixos entre grandes lojas e estacionamento associado ao centro de energia. Edmonton também está analisando alguns novos DOTs em várias partes da cidade. No nordeste, há planos para reconstruir terrenos subutilizados em dois locais ao redor da estação de LRT existente, Fort Road e Stadium. No oeste, há planos para ter alguns condomínios de densidade média no bairro de Glenora ao longo de uma futura rota de VLT, bem como um DOT no sudeste no bairro de Strathearn ao longo do mesmo VLT futuro em apartamentos de baixo crescimento existentes.

##### Montréal, Quebeque
De acordo com o Regulamento de Desenvolvimento e Planejamento Metropolitano no final de 2011, 40% dos novos domicílios serão construídos como bairros DOT.

##### Ottawa, Ontário
A Câmara Municipal de Ottawa estabeleceu áreas prioritárias de .desenvolvimento orientado ao transporte coletivo (DOT) nas proximidades do Trânsito Leve sobre Trilhos de Ottawa. Essas áreas prioritárias são uma mistura de empreendimentos de apoio ao trânsito de densidade moderada a alta a uma distância de caminhada de 600 metros de estações de trânsito rápido.

##### Toronto, Ontario

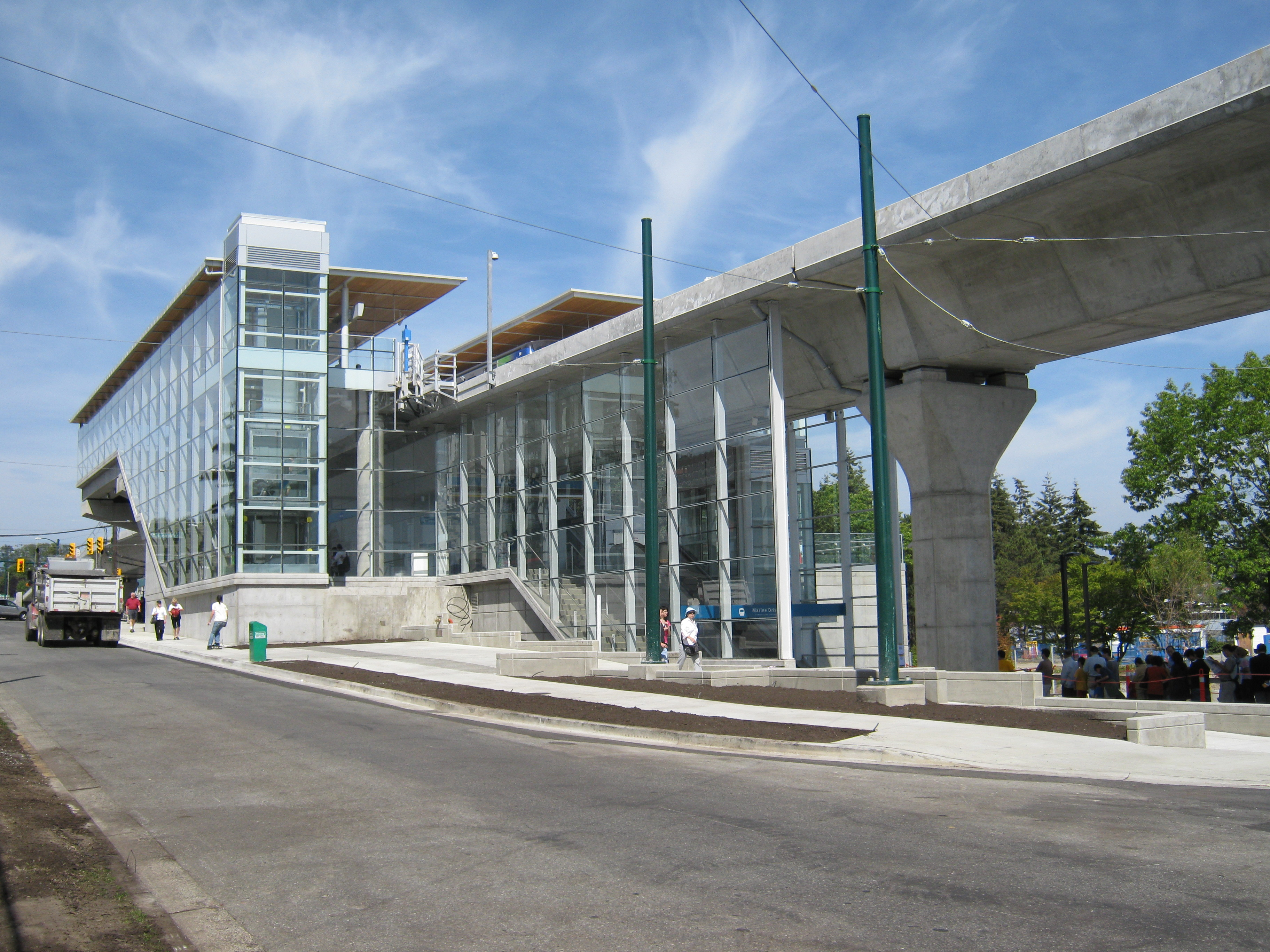
A estação de Marine Drive em Vancouver, em 2009, no dia de sua inauguração.

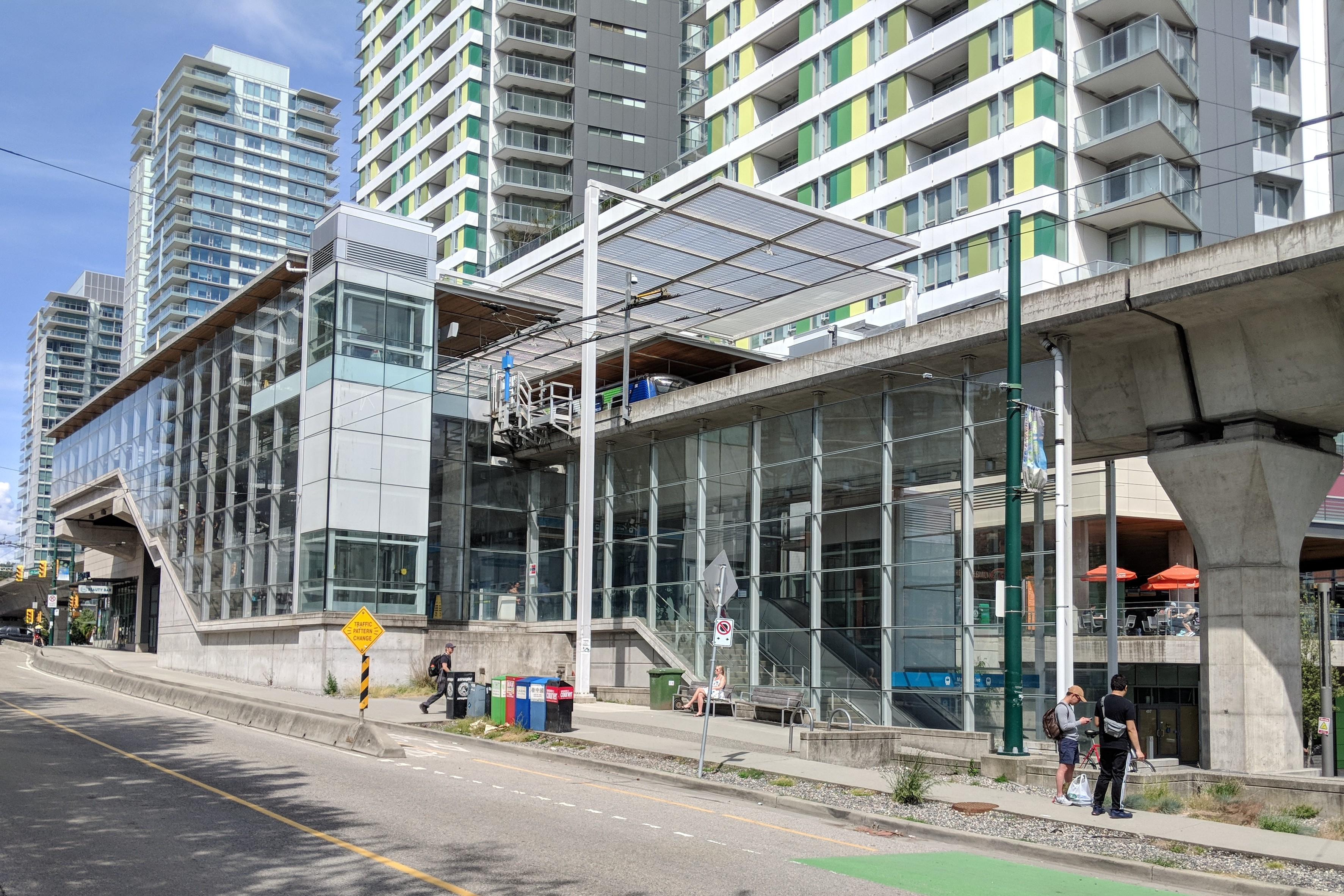
A estação de Marine Drive, em Vancouver, cercada de edifícios altos em 2019, 10 anos após sua inauguração.

Toronto tem uma política de longa data de encorajar novas construções ao longo da rota de sua principal linha de metrô Yonge Street. Os mais notáveis são o desenvolvimento da área de Yonge e Eglinton nas décadas de 1960 e 1970; e o desenvolvimento atual do 2 km do corredor da Yonge Street ao norte da Sheppard Avenue, que começou no final dos anos 1980. Somente no período desde 1997, este último trecho viu o surgimento de um grande novo shopping center e a construção e ocupação de mais de vinte mil novas unidades de condomínios. Desde a abertura da linha de metrô Sheppard em 2002, há um boom de construção de condomínios ao longo da rota na Sheppard Avenue East entre Yonge Street e Don Mills Road.

##### Vancouver, Colúmbia Britânica
Vancouver tem um forte histórico de criação de novos empreendimentos em torno de suas linhas SkyTrain e construção de centros urbanos regionais nas principais estações e corredores de trânsito. De nota é a área de Metrotown do subúrbio de Burnaby, British Columbia, perto da estação Metrotown SkyTrain. As áreas ao redor das estações estimularam o desenvolvimento de bilhões de dólares em imóveis de alta densidade, com vários arranha-céus próximos às muitas estações, levantando preocupações sobre a rápida gentrificação.

##### Winnipeg, Manitoba
Há atualmente um TOD sendo construído em Winnipeg ao lado do corredor de trânsito rápido. É conhecido como The Yards at Fort Rouge,  e foi liderado pelo desenvolvedor Gem Equities. Na fase dois do corredor de trânsito rápido sudoeste, haverá mais quatro DOTs. Esta fase é um exemplo interessante do uso das artes plásticas em paralelo com o planejamento do trânsito, tornando várias das estações locais de arte pública relacionados à história social da área.

#### Estados Unidos

##### Condado de Arlington, Virgínia
Por mais de 30 anos, o governo perseguiu uma estratégia de desenvolvimento de concentrar grande parte de seu novo desenvolvimento dentro em até 800 metros das estações de trânsito rápido do metrô de Washington do condado e das linhas de ônibus de alto volume de Columbia Pike. Dentro das áreas de trânsito, o governo tem uma política de incentivar o uso misto e o desenvolvimento orientado para pedestres e trânsito.  Algumas dessas comunidades de " aldeias urbanas " incluem Rosslyn, Ballston, Clarendon, Courthouse, Pentágon City, Crystal City, Lyon Village, Shirlington, Virginia Square e Westover.
Em 2002, Arlington recebeu o Prêmio Nacional da EPA para Realização de Crescimento Inteligente por "Excelência Geral em Crescimento Inteligente " — o primeiro concedido pela agência.
Em setembro de 2010, o Condado de Arlington, Virgínia, em parceria com Washington, DC, inaugurou o Capital Bikeshare, um sistema de compartilhamento de bicicletas. Em fevereiro de 2011, a Capital Bikeshare tinha 14 estações nos bairros de Pentagon City, Potomac Yard e Crystal City em Arlington. O condado de Arlington também anunciou planos para adicionar 30 estações no outono de 2011, principalmente ao longo do corredor densamente povoado entre os bairros de Rosslyn e Ballston, e mais 30 em 2012.

##### Nova Jersey
Nova Jersey tornou-se líder nacional na promoção do .desenvolvimento orientado ao transporte coletivo. O Departamento de Transportes de Nova Jersey estabeleceu a Transit Village Initiative em 1999, oferecendo assistência multi-agências e doações do fundo anual de US$ 1 milhão para qualquer município com um projeto pronto para uso especificando uma estratégia apropriada de uso misto do solo, propriedade disponível, estação - gestão da área e compromisso com habitação a preços acessíveis, crescimento do emprego e cultura. O desenvolvimento das vilas de trânsito também deve preservar a integridade arquitetônica de edifícios historicamente significativos. Desde 1999 o estado possui inúmeras designações de Transit Village, que estão em diferentes estágios de desenvolvimento:
Pleasantville (1999), Morristown (1999), Rutherford (1999), South Amboy (1999), South Orange (1999), Riverside (2001), Rahway (2002), Metuchen (2003), Belmar (2003), Bloomfield (2003) ), Bound Brook (2003), Collingswood (2003), Cranford (2003) Matawan (2003), New Brunswick (2005), Journal Square / Jersey City (2005), Netcong (2005), Midtown Elizabeth (2007), Burlington City (2007), Orange (2009), Montclair (2010), Somerville (2010), Linden (2010), West Windsor (2012), Dunellen (2012), Plainfield (2014), Park Ridge (2015), Irvington (2015), Hackensack (2015), Long Branch (2016), Asbury Park (2017) e Newark (2021).

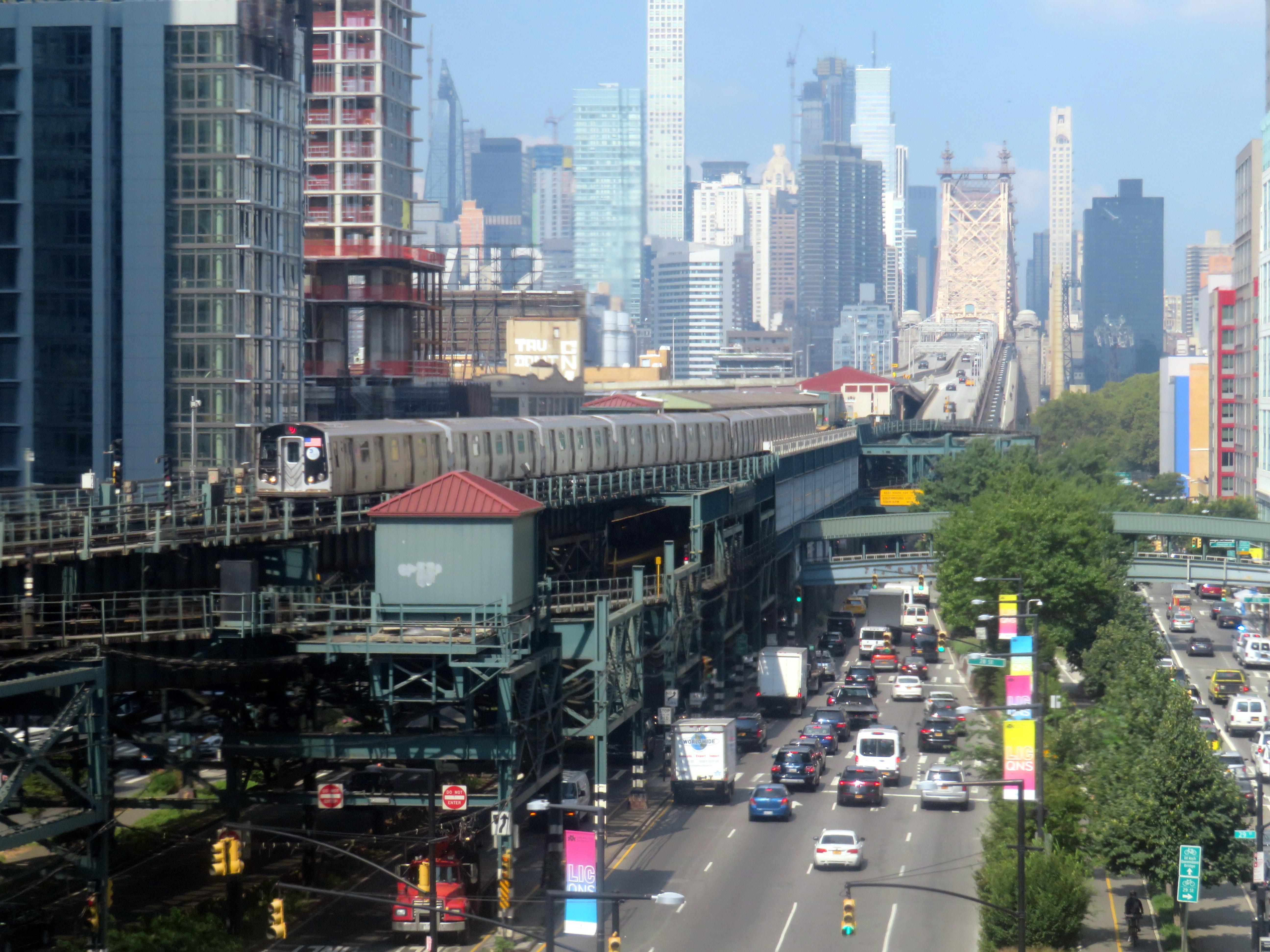
Long Island City, uma comunidade orientada para o trânsito com a estação de metrô Queensboro Plaza mostrada, uma das muitas estações de metrô em Long Island City

##### Cidade de Nova York
Muitos bairros da cidade de Nova York estão próximos a uma estação de metrô de Nova York, o que permite fácil transporte pelos bairros da cidade e distritos comerciais centrais. Para maximizar o uso do metrô da cidade de Nova York, muitas estações de metrô são cercadas por desenvolvimento orientado ao transporte coletivo, com edifícios residenciais e comerciais de alta densidade cercados pela estação de metrô. Os bairros incluem, mas não estão limitados a, Downtown Brooklyn, Midtown Manhattan, Long Island City e Sunnyside. Muitos centros da região metropolitana de Nova York também podem ser percorridos com uma estação ferroviária regional central.

##### Pittsburgh, Pensilvânia
O bairro de East Liberty está em fase de conclusão de um desenvolvimento orientado ao transporte coletivo de US$ 150 milhões, centrado em torno da reconfigurada Estação East Liberty na via de ônibus Martin Luther King Jr. East da cidade. O desenvolvimento incluiu a melhoria do acesso à estação com uma nova ponte pedonal e passadiços pedonais que aumentam o efetivo calçadão da estação. A East Busway é uma rota de guia fixa que oferece aos passageiros uma viagem de 8 minutos de East Liberty até o centro de Pittsburgh.

##### Área metropolitana de Salt Lake City, Utah
A área metropolitana de Salt Lake City tem visto uma forte proliferação de desenvolvimentos orientados ao trânsito devido à construção de novas linhas de trânsito dentro das linhas TRAX, FrontRunner e bonde da Autoridade de Trânsito de Utah. Novos empreendimentos em West Valley, Farmington, Murray, Provo, Kaysville, Sugarhouse e no centro de Salt Lake City tiveram rápido crescimento e construção apesar da crise econômica. A população ao longo da Frente Wasatch atingiu 2,5 milhões e deve crescer 50% nas próximas duas décadas. Com 29,8%, o crescimento populacional de Utah mais que dobrou o crescimento populacional do país (13,2%), com a grande maioria desse crescimento ocorrendo ao longo da Wasatch Front.
A infraestrutura de transporte foi amplamente atualizada na última década como resultado dos Jogos Olímpicos de Inverno de 2002 e da necessidade de apoiar o crescimento da população. Isso criou uma série de projetos comerciais e residenciais orientados para o trânsito a serem propostos e concluídos.

##### Área da Baía de São Francisco, Califórnia
A área da baía de São Francisco inclui nove condados e 101 cidades, incluindo San Jose, San Francisco, Oakland e Fremont. Os governos locais e regionais incentivam o desenvolvimento orientado ao transporte coletivo para diminuir o congestionamento do tráfego, proteger as áreas naturais, promover a saúde pública e aumentar as opções de moradia. A região designou Áreas Prioritárias de Desenvolvimento e Áreas Prioritárias de Conservação. As previsões populacionais atuais para a região prevêem que ela crescerá 2 milhões de pessoas até 2035 devido à taxa natural de natalidade e à criação de empregos, e estimam que 50% desse crescimento pode ser acomodado em Áreas Prioritárias de Desenvolvimento por meio de transporte orientado desenvolvimento.
Grandes projetos de vilas de trânsito foram desenvolvidos nos últimos 20 anos em várias estações ligadas ao sistema Bay Area Rapid Transit (BART). Em seu livro de 1996, Transit Villages in the 21st Century, Michael Bernick e Robert Cervero identificaram vilas de trânsito emergentes em várias estações BART, incluindo Pleasant Hill / Contra Costa Center, Fruitvale, Hayward e Richmond. A Estação MacArthur é um empreendimento relativamente novo, com início de construção em 2011 e conclusão prevista para após 2019.

##### Chicago
Chicago aprovou suas primeiras ordenanças DOT em 2013. A cidade de Chicago começou a construir DOTs em torno de estações ferroviárias em toda a área metropolitana. Houve preocupações de que esses DOTs estivessem excluindo minorias, uma vez que a maioria dos DOTs foi construída em áreas principalmente brancas, deixando as minorias fora de cena quando se tratava de acesso a bairros de desenvolvimento orientados para o trânsito. O Plano de Políticas eTOD 2020 foi criado para corrigir os problemas que o DOT anterior planeja, criando mais desenvolvimentos DOT em áreas minoritárias.

### Ásia e Oceania

#### Hong Kong

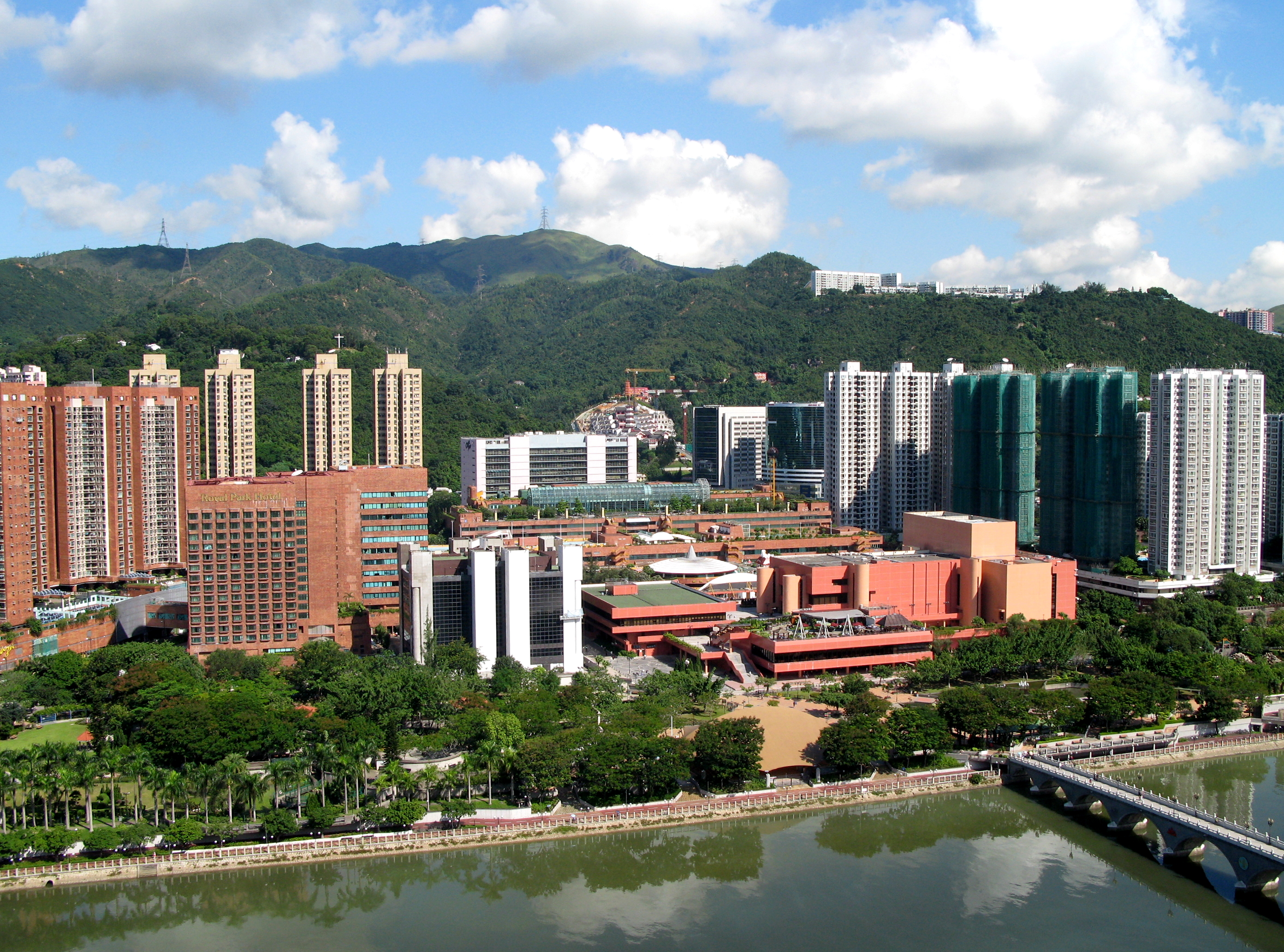
Centro da cidade Sha Tin, construído em torno da estação ferroviária Sha Tin

Em comparação com outras economias desenvolvidas, a taxa de propriedade de carros em Hong Kong é muito baixa e aproximadamente 90% de todas as viagens são feitas em transporte público.
Em meados do século XX, nenhuma ferrovia foi construída até que uma área estivesse bem desenvolvida. No entanto, nas últimas décadas, Hong Kong começou a ter alguns DOTs, onde uma ferrovia é construída simultaneamente com o desenvolvimento residencial acima ou nas proximidades, apelidado de "Rail plus Property" (R + P). Exemplos incluem:
- Parque LOHAS
- Cidade olímpica
- Tung Chung
- Praça da União

#### Malásia
Bandar Malaysia é um desenvolvimento futuro da 1Malaysia Development Berhad (1MDB).

#### Indonésia
Muitos DOTs estão sendo construídos na área metropolitana da Grande Jacarta, como Citra Sentul Raya e Dukuh Atas DOT. DOTs também estão sendo construídos em cidades como Surabaya, Medan e Palembang.

#### Melbourne, Vitória

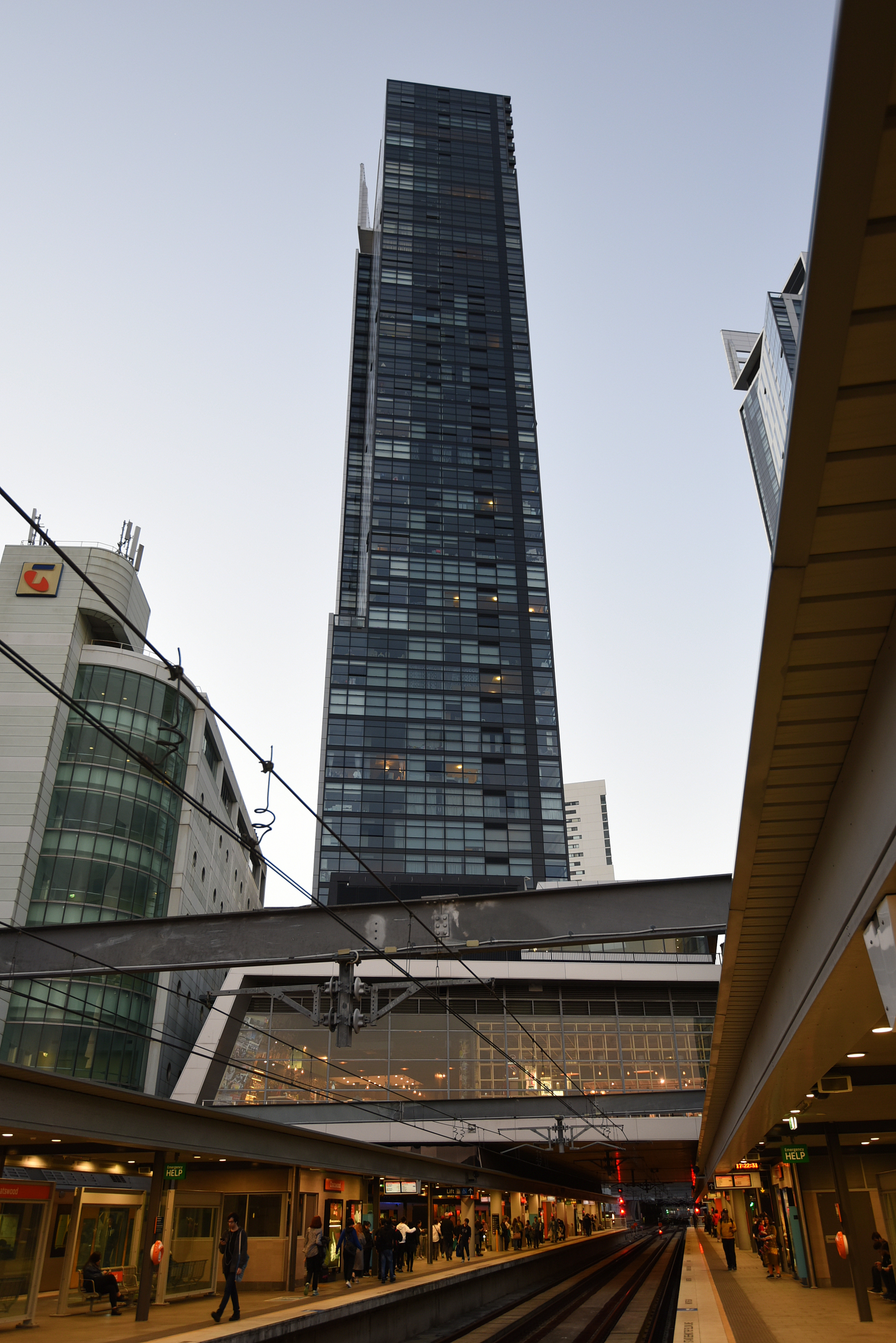
Estação Chatswood em Sydney. Os trens passam pela estação integrada, shopping e complexo de apartamentos.

Espera-se que Melbourne, Victoria, atinja uma população de 5 milhões até 2030, com a esmagadora maioria de seus moradores dependendo de automóveis particulares. Desde a virada do século, esforços esporádicos têm sido feitos por vários níveis de governo para implementar princípios de desenvolvimento orientados para o trânsito. No entanto, a falta de compromisso com o financiamento da infraestrutura de transporte público, resultando em superlotação e alteração das leis de zoneamento, diminuiu drasticamente o progresso em direção ao desenvolvimento sustentável da cidade.

#### Milton, Queensland
Milton, um subúrbio interno de Brisbane, foi identificado como o primeiro desenvolvimento orientado ao transporte coletivo de Queensland sob o Plano Regional do Sudeste de Queensland do governo de Queensland. A estação ferroviária de Milton passará por uma reforma multimilionária como parte do desenvolvimento do The Milton Residences para promover e incentivar os moradores a adotar as viagens ferroviárias. Isso incluirá uma nova bilheteria, novas comodidades públicas, maior visibilidade em todas as plataformas e pontos de acesso novos e aprimorados na Milton Road e no Railway Terrace.

#### Sydney, Nova Gales do Sul
O governo do estado de Nova Gales do Sul encorajou ativamente o desenvolvimento em torno das estações das redes de trens e metrô de Sydney por meio de seu plano Priority Precincts. Várias estações como Chatswood, Burwood, Parramatta e Rhodes têm empreendimentos de apartamentos de grande escala construídos nas proximidades na última década. Novos empreendimentos de apartamentos e torres de escritórios ao longo das futuras estações de metrô de Sydney estão sendo planejados como desenvolvimentos integrados com as próprias estações. Exemplos disso incluem a Estação Victoria Cross e a Estação Crows Nest, enquanto as estações existentes, como Castle Hill e Epping, também tiveram um desenvolvimento intensificado.

### Europa

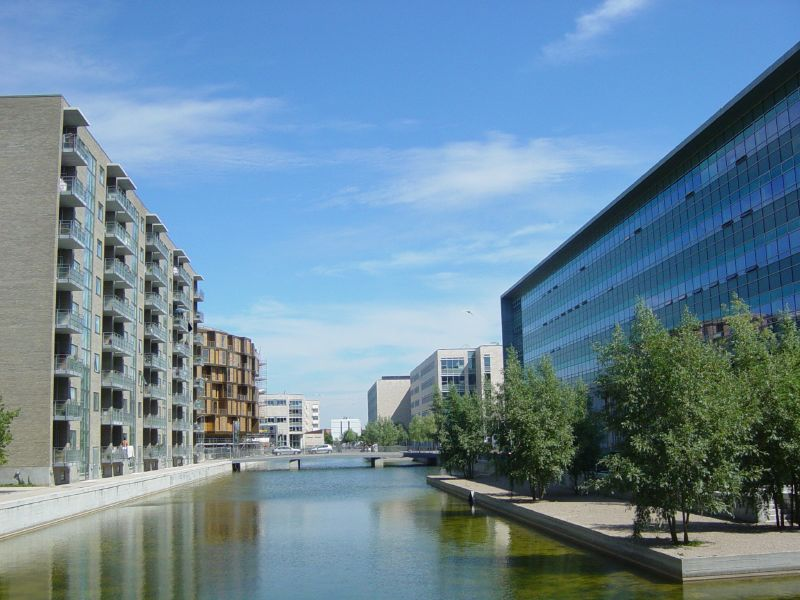
Karen Blixen Park, Ørestad (Copenhaga), Dinamarca

O termo .desenvolvimento orientado ao transporte coletivo, como um conceito nascido nos EUA, raramente é usado na Europa, embora muitas das medidas defendidas no .desenvolvimento orientado ao transporte coletivo dos EUA também sejam enfatizadas na Europa. Muitas cidades europeias foram construídas há muito tempo em torno de sistemas de trânsito e, portanto, muitas vezes houve pouca ou nenhuma necessidade de diferenciar esse tipo de desenvolvimento com um termo especial, como foi o caso dos EUA. Um exemplo disso é o Plano Finger de Copenhague de 1947, que incorporou muitos aspectos de desenvolvimento orientados ao trânsito e ainda é usado como uma estrutura geral de planejamento hoje. Recentemente, no entanto, estudiosos e técnicos têm se interessado pelo conceito.

#### Paris, França

distrito de La Défense, a oeste do centro de Paris

Enquanto a cidade de Paris tem uma história secular, sua principal estrutura remonta ao século XIX. A rede de metrô foi feita para resolver tanto a ligação entre as cinco principais estações de trem quanto os ativos de transporte local para os cidadãos. Toda a área da cidade de Paris tem estações de metrô a não mais de 500 metros de distância. Sistemas recentes de aluguel de bicicletas e carros ( Velib e Autolib ) também facilitam as viagens, da mesma forma que o DOT enfatiza. Assim como os novos bondes que ligam os subúrbios próximos a Paris e a linha 3 ao redor da cidade de Paris.
A área de La Défense é um exemplo de um distrito de grande escala orientado para o trânsito.

#### Stedenbaan, Holanda
Na parte sul do Randstad será construído um bairro de acordo com os princípios do DOT.

## Preocupações com o custo da infraestrutura e da habitação
Uma crítica ao .desenvolvimento orientado ao transporte coletivo é que ele tem o potencial de estimular a gentrificação em áreas de baixa renda. Em alguns casos, o DOT pode aumentar os custos de moradia de bairros anteriormente acessíveis, afastando os moradores de baixa e média renda dos empregos e da infraestrutura de transporte. Quando isso acontece, os projetos DOT podem atrapalhar os bairros de baixa renda. Isso pode ser muito preocupante devido ao fato de que pessoas de baixa renda tendem a usar (e precisar) o transporte público mais do que pessoas de alta renda.
Quando executado com a equidade em mente, no entanto, o DOT tem o potencial de beneficiar comunidades de baixa e moderada renda: pode ligar trabalhadores a centros de emprego, criar empregos na construção e manutenção e tem o potencial de incentivar o investimento em áreas que sofreram negligência e depressão econômica. Além disso, é bem reconhecido que as restrições ao desenvolvimento do bairro, embora potencialmente sejam do interesse da vizinhança imediata, contribuem para a suboferta regional de habitação e aumentam o custo da habitação em geral em toda a região. O DOT reduz o custo total da habitação em uma região, contribuindo para a oferta habitacional e, portanto, geralmente melhora a equidade no mercado imobiliário. O DOT também reduz os custos de transporte, o que pode ter um impacto maior nas famílias de renda baixa e média, uma vez que gastam uma parcela maior de sua renda em transporte em relação às famílias de renda mais alta. Isso libera a renda familiar que pode ser usada em alimentação, educação ou outras despesas necessárias. As pessoas de baixa renda também são menos propensas a possuir veículos particulares e, portanto, mais propensas a depender exclusivamente do transporte público para ir e voltar do trabalho, tornando o acesso confiável ao transporte uma necessidade para seu sucesso econômico.